# Gary Mull
Gary Mull (27 de septiembre de 1937-14 de julio de 1993) fue un deportista estadounidense que compitió en vela en la clase Star. Ganó una medalla de plata en el Campeonato Mundial de Star de 1969.

## Palmarés internacional
| Campeonato Mundial | Campeonato Mundial         | Campeonato Mundial | Campeonato Mundial |
| Año                | Lugar                      | Medalla            | Clase              |
| ------------------ | -------------------------- | ------------------ | ------------------ |
| 1969               | San Diego (Estados Unidos) | Medalla de plata   | Star               |